# Torija
Torija è un comune spagnolo di 1 453 abitanti situato nella comunità autonoma di Castiglia-La Mancia.